# Mataki

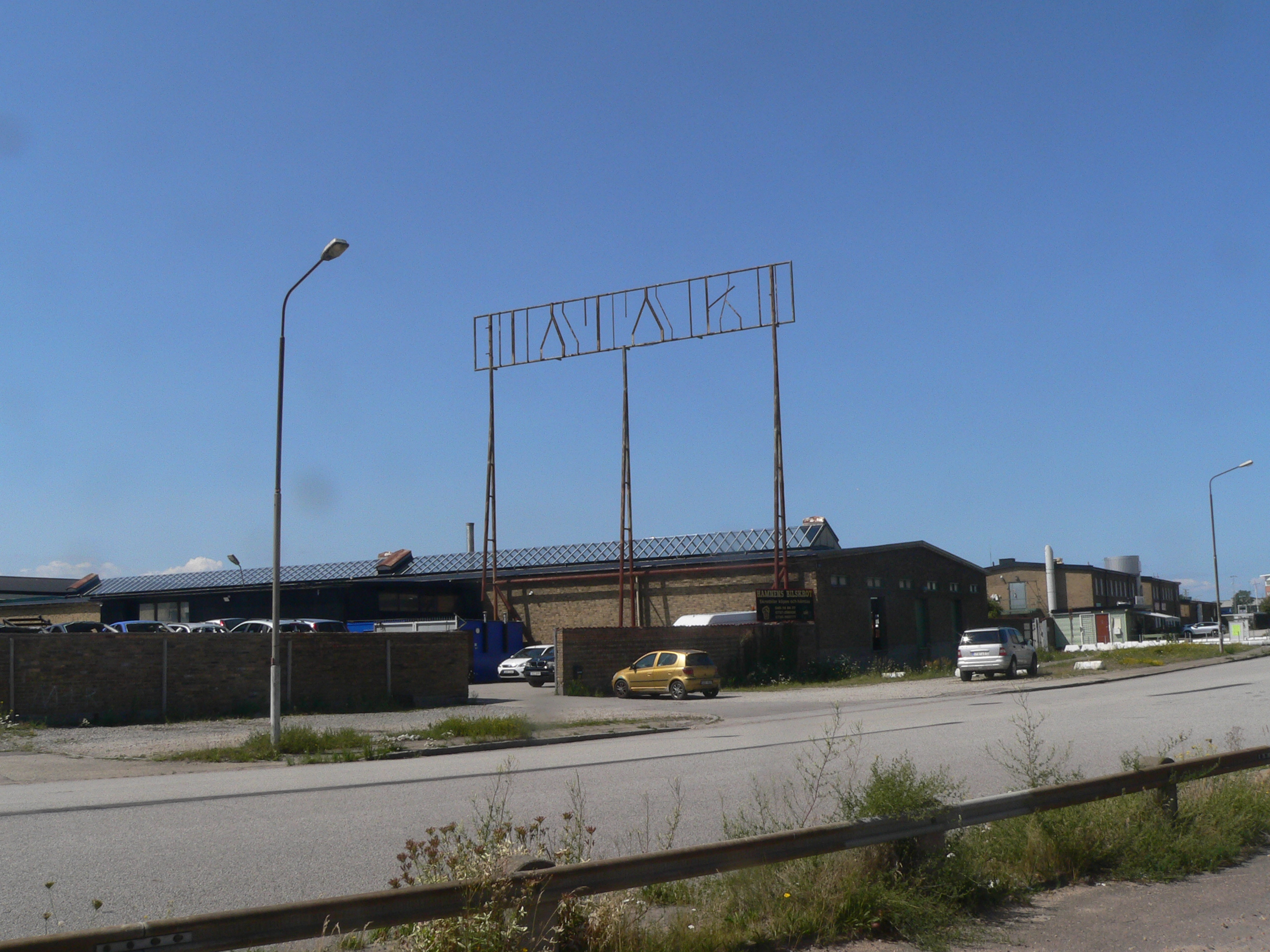
MATAKI:s tidiagre fabriks- och lagerlokaler på Lodgatan 14 i Malmö (juli 2024). Skyltens bokstäver är nertagna, men stommen avslöjar dess tidigare utseende. Fabriksområdet täcker cirka två hektar och 2024 var 24 olika företag inhysta i lokalerna.

Aktiebolaget Mataki var ett svenskt företag i konstruktionsbranschen, grundat 1904 som AB Malmö takpappfabrik. Sedan 2011 lever företagsnamnet kvar som ett varumärke under Nordic Waterproofing och som takentreprenadföretaget MHT-Syd AB (Mataki Höganäs Tak).

## Historia
Företaget grundades 1904 i Malmö av Edwin Notini som AB Malmö takpappfabrik och som namnet antyder var framställning av takpapp företagets huvudinriktning. Inledningsvis var pappen impregnerad med stenkolstjära, men från 1916 introducerades asfalt, erhållen från destillation av olja, i stället för tjära. Utöver takpapp, och annan impregnerad byggpapp, tillverkade företaget andra produkter baserade på stenkolstjära och oljeasfalt (eller andra destillat) som taktjära, karbolineum (ett rötskyddsmedel baserat på tjära som även användes för skadedjursbekämpning, speciellt på fruktträd - jämför kreosot.), träcement (en tjockflytande massa som framställs av tjära, asfalt och harts) och goudron (ett impregneringsmedel baserat på asfalt). Fabriken låg vid Håkanstorp mellan Malmö-Genarps Järnväg (på vilken råvaror levererades - efter MGJ:s nerläggning anlades Genarpsgatan på den tidigare banvallen) och Sallerupsvägen, sydost om Johanneslustgatan, medan kontoret låg på bottenvåningen i Notinis hus på Stora Nygatan 19 (kontoret flyttades senare till Djäknegatan 2).
1928 övertogs företaget av danska A/S Dansk Svovlsyre- og Superphosphat-Fabrik och bytte namn till AB Malmö takpappfabrik och kemisk industri – detta omständliga namn drogs 1933 samman till AB MATAKI. I samband med övertagandet (och namnbytet) började företaget även med import och försäljning av diverse kemiska produkter (som syror och lösningsmedel), samtidigt som tillverkningen vidgades till att även innefatta exempelvis vägbeläggningsprodukter och i slutet av 1930-talet, då biltrafiken ökade (med följd att asfaltbeläggning av gator och vägar tilltog), anlades en asfaltfabrik i Hardeberga varvid ett stenbrott öster om byn med tillhörande makadamfabrik också förvärvades. Efter andra världskrigets slut tillkom flera sådana anläggningar för produktion av vägbeläggning, som i Huskvarna, Norsholm, Karlshamn och Virkenhult. Därtill hade Mataki en betydande taktäckningsentreprenad, vilken såklart använde företagets produkter. Utöver fabrikerna hade man upplag och försäljningskontor i bland annat Stockholm och Göteborg.
1947 flyttades Matakis produktion till nya större lokaler på Lodgatan 14 i Malmö industrihamn (Gullviks Fabriks AB tog över Matakis gamla lokaler vid Håkanstorp - byggnaderna revs 2009-2010 och marken sanerades 2017-2018). Företaget hade 1946, innan flytten till Industrihamnen, 125 anställda industriarbetare (antalet anställda hade 1971 vuxit till 450, och då hade vägbeläggningsfabriker även anlagts i bland annat Åtvidaberg och Åstorp).
1982 köpte Mataki upp Höganäs Tak AB (till 1976 Förenade Tak AB), en sammanslagning 1968 av taktäckningsverksamheterna hos Bönnelyche & Thuröe AB, Evers & Co, Munksjö AB och Scantak, och något år därefter lades tillverkningen vid malmöfabriken ner (lokalerna köptes senare av Finnveden AB).
1986 förvärvades Mataki av Trelleborg AB och 2011 bildades Nordic Waterproofing genom sammanslagning av produktionen av taktäckningsmaterial hos Trelleborg AB och finska Lemminkäinen Oyj.

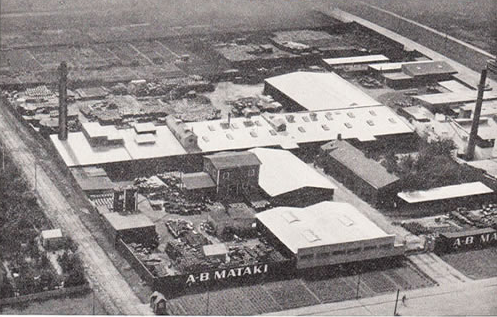
Den första Matakifabriken vid mitten av 1940-talet. Till vänster går Malmö-Genarps Järnväg österut, till höger Sallerupsvägen och hitom fabriken går Johanneslustgatan. Strax bortom bildens övre vänstra hörn ligger Bulltoftafältet.
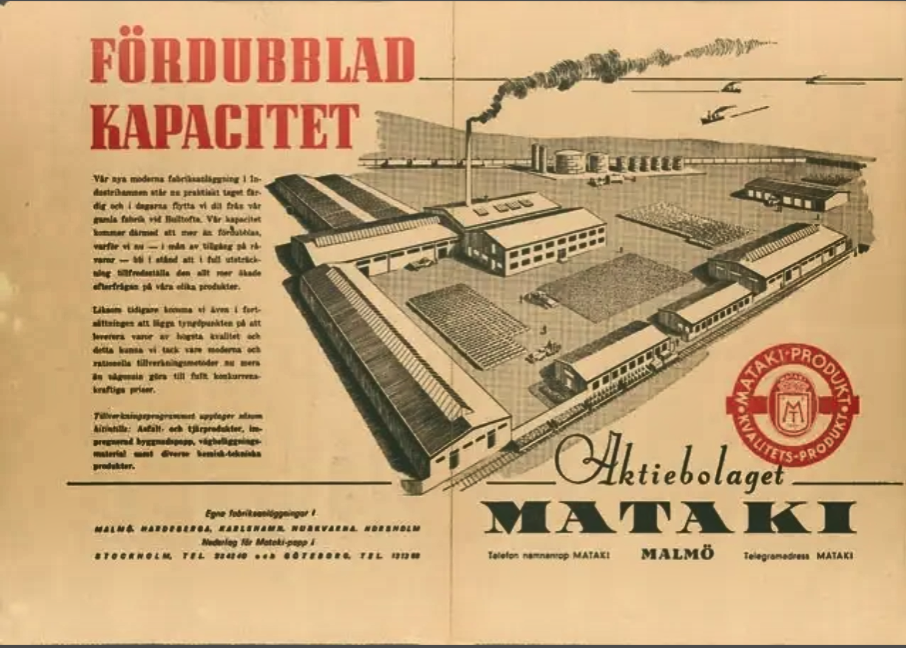
Reklamuppslag inför flytten till Industrihamnen 1947. Notera båtarna i Öresund, hur välordnat tunnor och fat ligger på området och det med Mataki-produkter fullastade tåget på järnvägsspåret i Lodgatan.
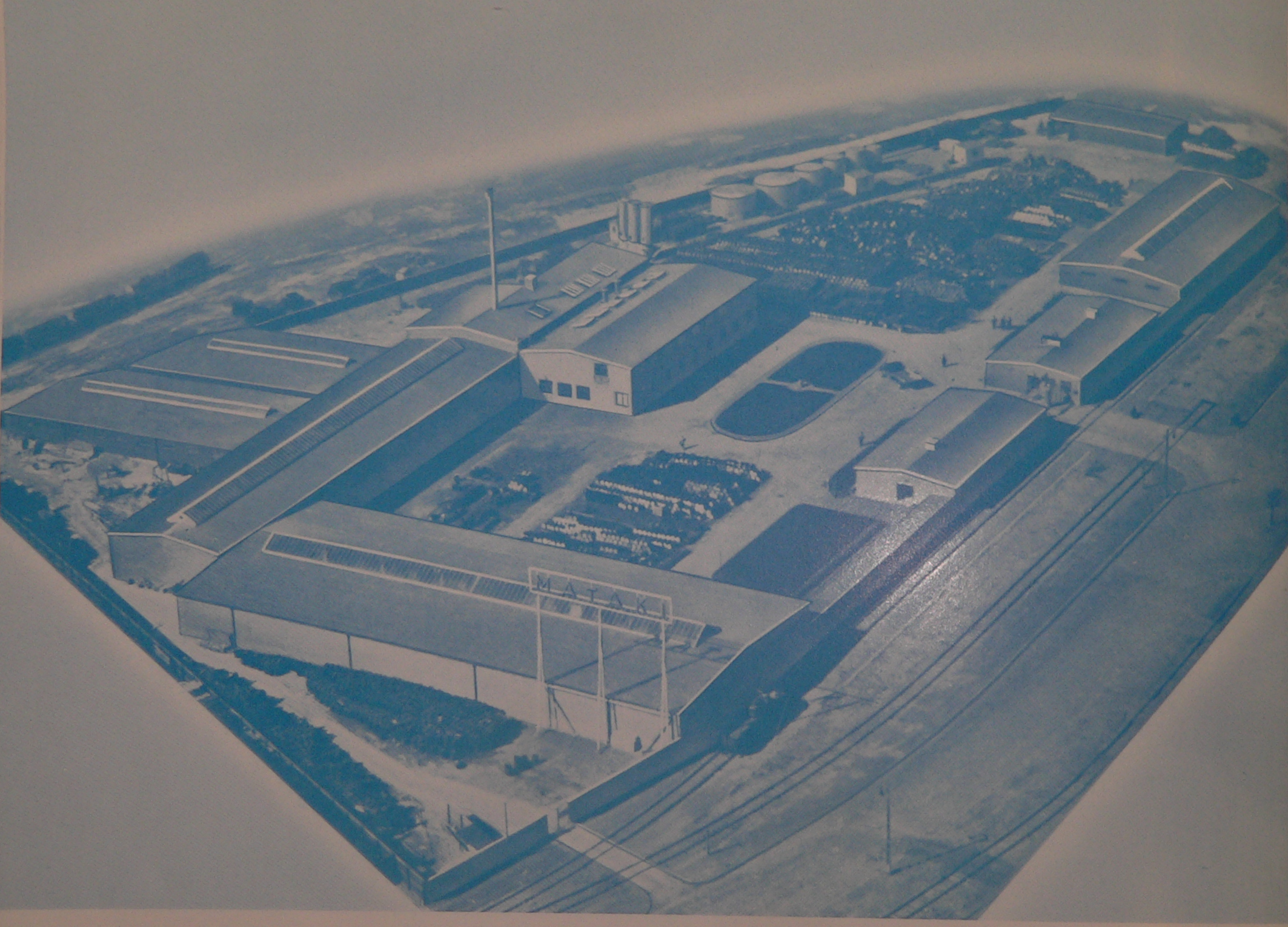
Det nya fabriksområdet på Lodgatan 14 i början av 1950-talet.
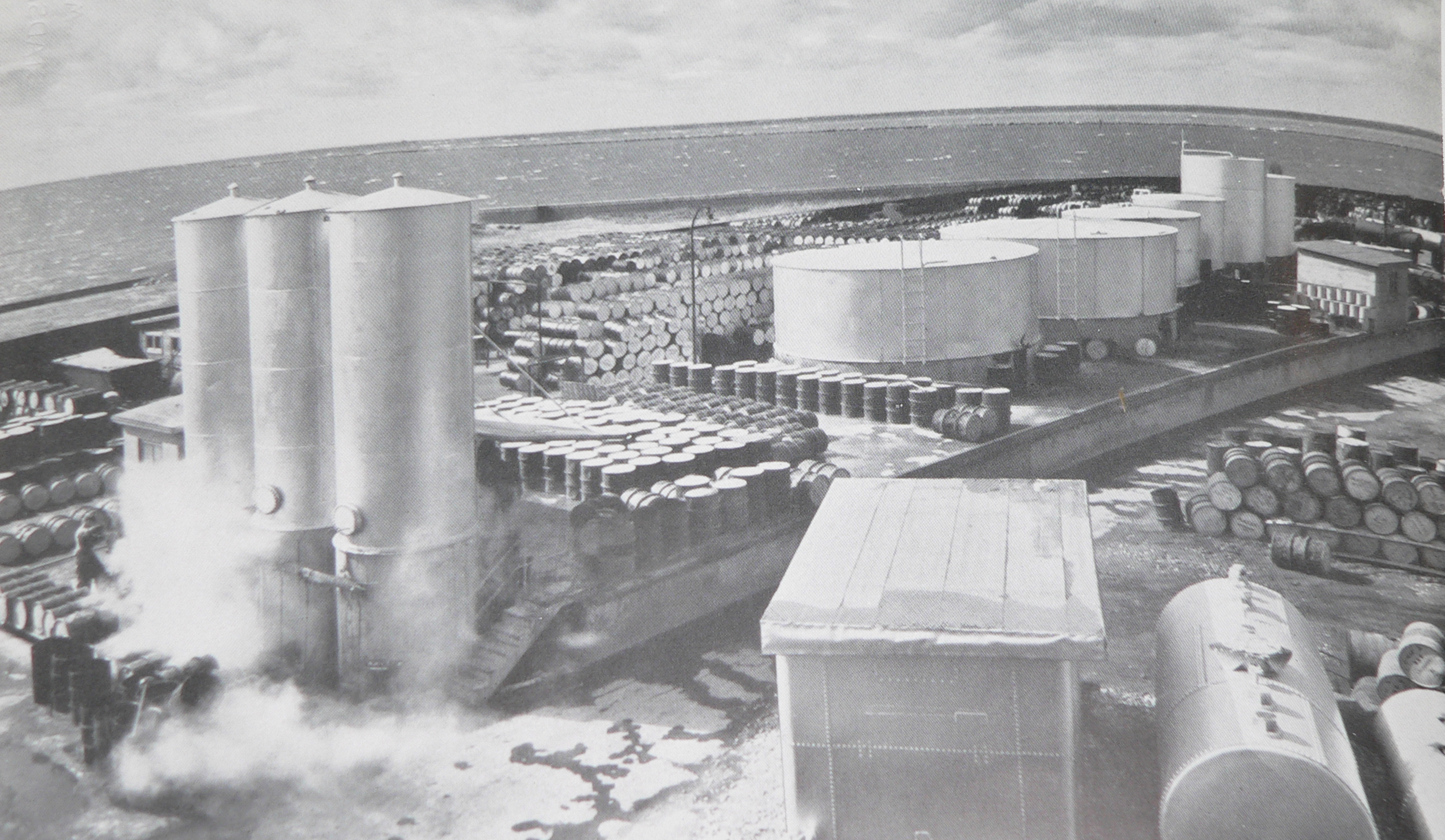
Tankar, cisterner, tunnor och fat med diverse råvaror och produkter på Matakis nya fabriksområde.
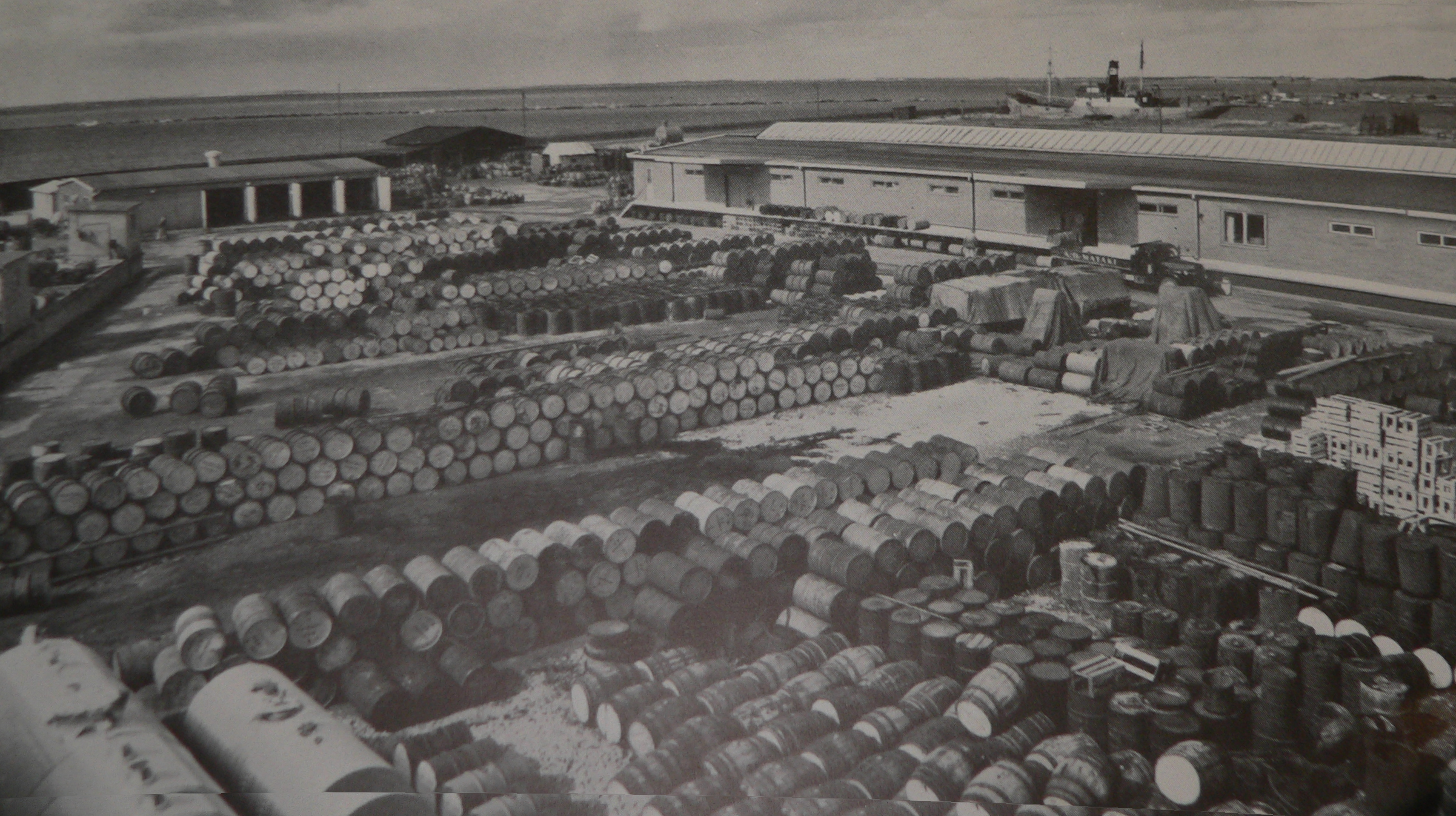
Mer tunnor och fat på industritomten. Notera att utyfyllnaden av hamnområdet inte nått längre än att kusten ligger precis intill fabriksområdet (kustlinjen gick i Terminalgatan).
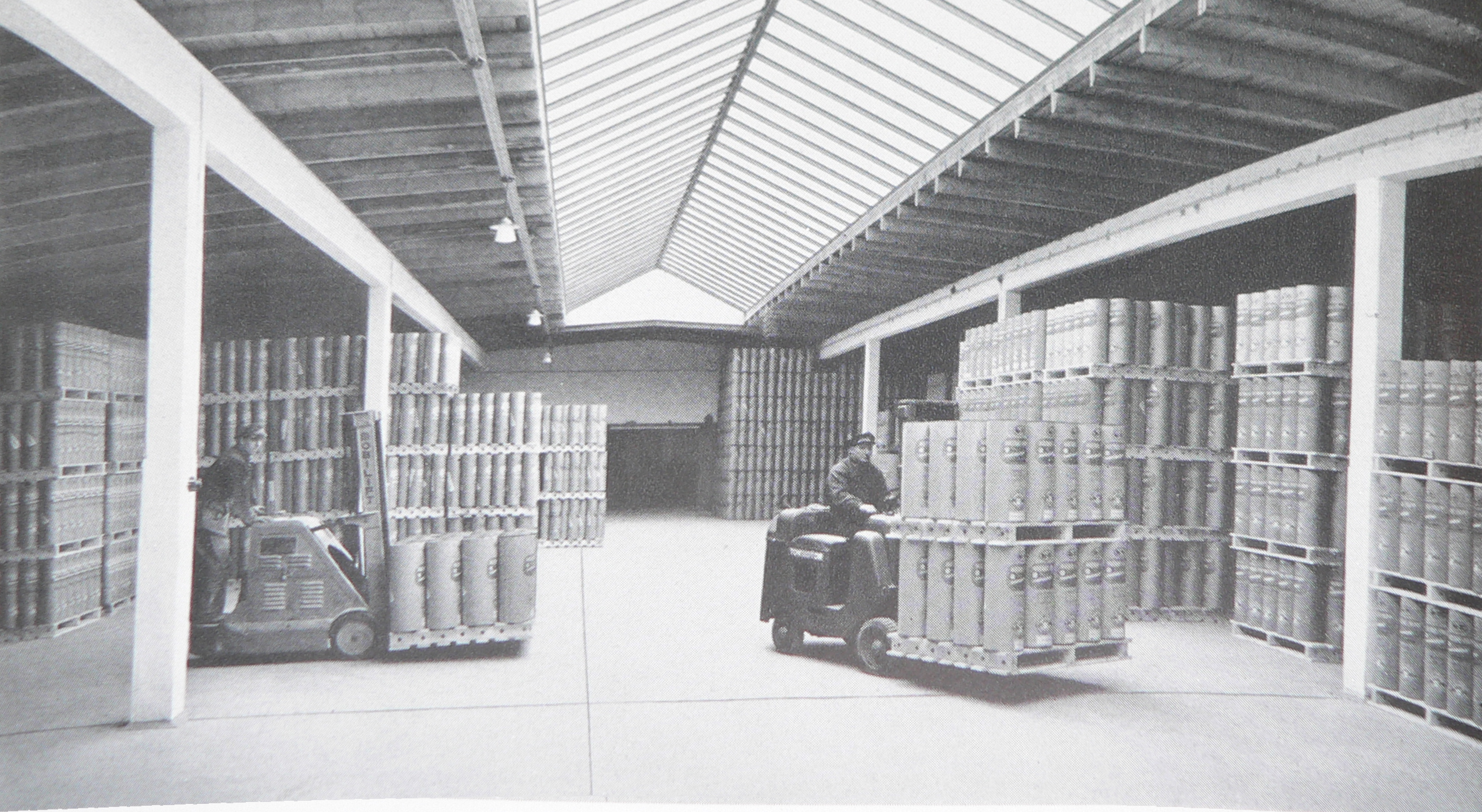
Interiör från en lagerlokal med takpappsrullar.
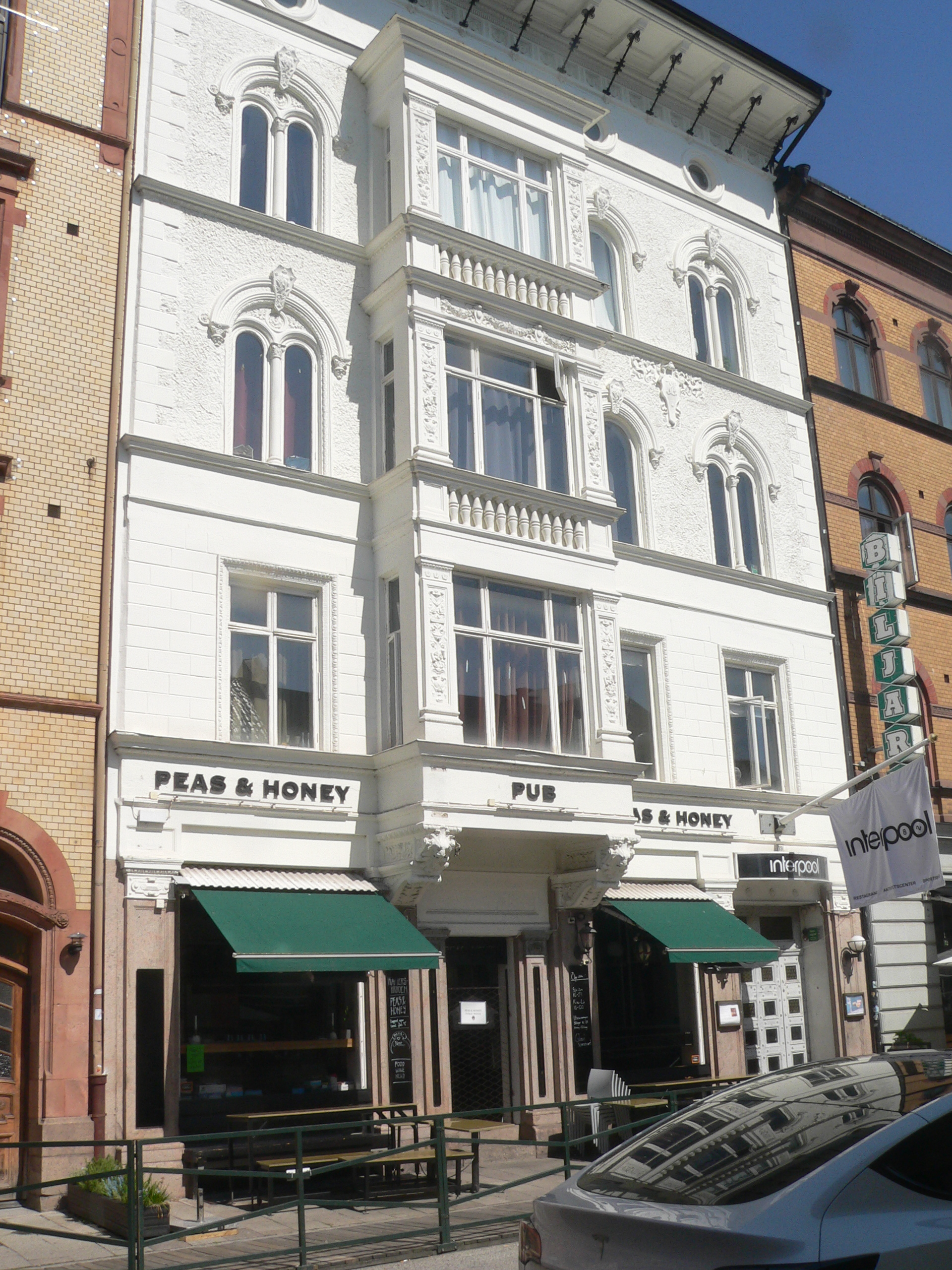
Notinis hus på Stora Nygatan 19. I bottenvåningen låg, 100 år innan bilden togs (2024), AB Malmö Takpappsfabriks butik och försäljningskontor.
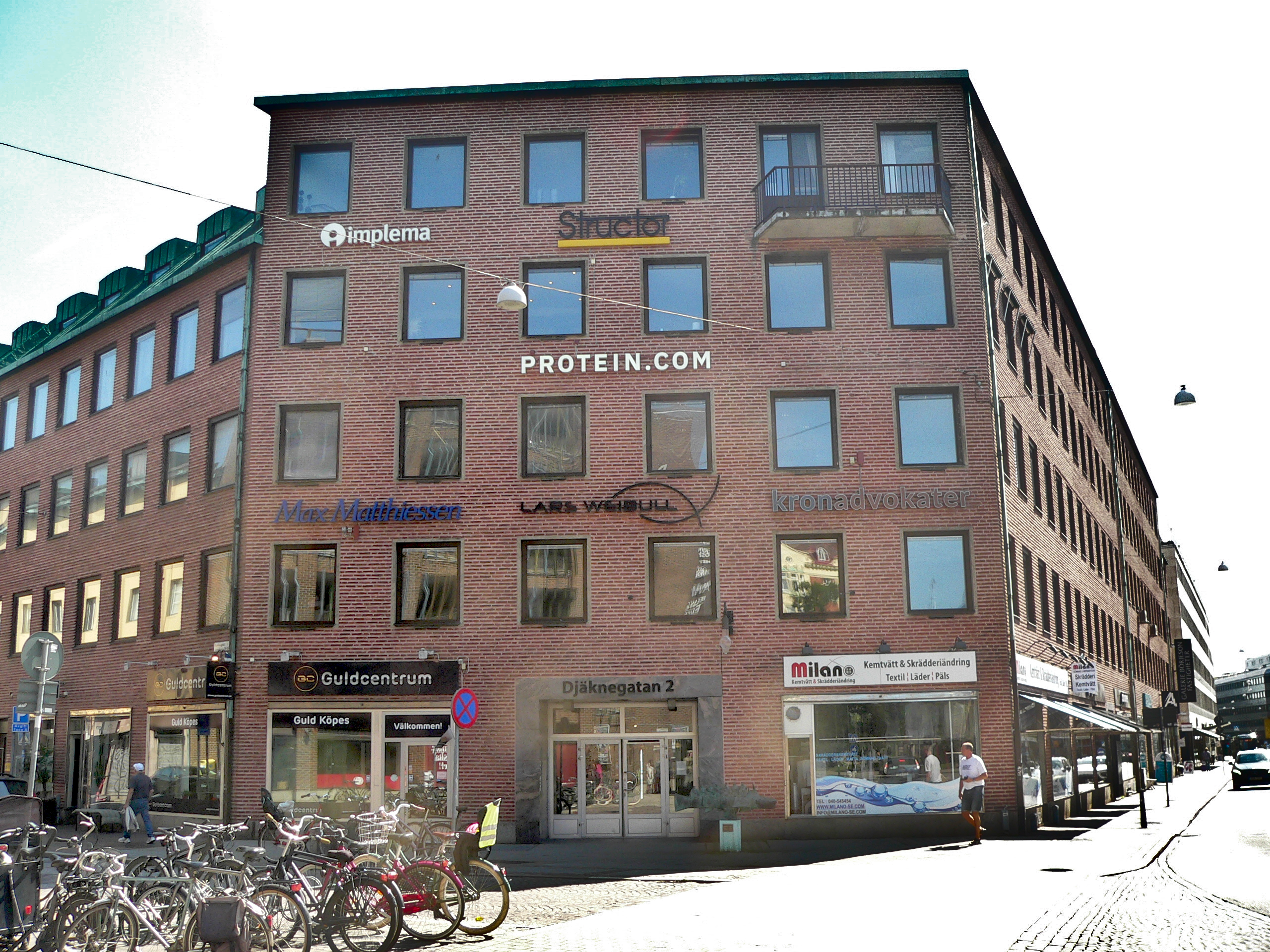
Någon gång på 1940-talet flyttades Matakis huvudkontor till fjärde våningen på Djäknegatan 2 (fönsterraden ovanför skylten med "protein.com").